# Asura Cryin'
Asura Cryin' (アスラクライン Asura Kurain?) es una serie de novelas ligeras japonesas escritas por Gakuto Mikumo e ilustradas por Nao Watanuki. Las novelas empezaron a publicarse el 10 de julio de 2005, y hasta el momento han salido un total de catorce volúmenes a través de la editora ASCII Media Works con la imprenta Dengeki Bunko. 
Una adaptación al manga de Ryō Akizuki fue estrenada en la revista shōnen Dengeki Daioh (ASCII Media Works), el 27 de septiembre de 2008. También se hizo una adaptación al anime, y hasta el momento se han transmitido dos temporadas en Japón (totalizando 26 episodios), la primera desde abril de 2009 y la segunda desde octubre de 2009.

## Argumento
La historia tiene lugar en una escuela preparatoria, y gira alrededor del protagonista, Tomoharu Natsume, un chico que anda acompañado por su amiga de la infancia, Misao Minakami (quien se convirtió en una fantasma después de un accidente de avión que ocurrió hace tres años, y del cual el propio Tomoharu apenas sobrevivió). 
Tomoharu tiene la oportunidad de vivir a su gusto cuando ingresa en la escuela secundaria y su nuevo lugar de residencia, Meiou-tei, y empieza a disfrutar de una vida sin preocupaciones como estudiante de preparatoria. Pero, su vida cambia cuando una bella joven llamada Shuri Kurosaki (también implicada en el accidente) aparece con un maletín que afirma fue enviado por el hermano de Tomoharu, Naotaka Natsume. 
El muchacho será perseguido por el primer Consejo Estudiantil de su escuela y por la familia de demonios "Takatsuki", quienes tratan de evitar el surgimiento de una máquina poderosa con habilidades especiales.

## Protagonistas

### Club de ciencias/Tercer presidente del Consejo Estudiantil/Real Sociedad Obscura
- Tomoharu Natsume (夏目 智春 Natsume Tomoharu?), seiyūu Miyu Irino, es el protagonista principal de la historia, a quien llaman "Tomo". Su Asura machine es Kurogane.
- Misao Minakami (水無神 操緒 Minakami Misao?), seiyūu  Haruka Tomatsu, es una amiga de infancia de Tomoharu, quien aparece como fantasma.
- Kanade Takatsuki (嵩月 奏 Takatsuki Kanade?), seiyūu  Ai Nonaka, es la segunda heroína femenina de la serie. Ella es un demonio que se hace amiga de Tomoharu.
- Ania Fortuna (アニア·フォルチュナ·ソメシェル·ミク·クラウゼンブルヒ Ania Foruchuna Somesheru Miku Kurauzenburuhi?), seiyūu  Sayuri Yahagi, es un demonio joven-genio de cabello rubio, quien recientemente ha sido transferido a la misma escuela de Tomoharu para que la cuide de los cazadores de demonios. También es conocida como un demonio de la suerte, debido a su capacidad para dar o quitar la suerte de otras personas.
- Shuri Kurosaki (黒崎 朱浬 Kurosaki Shuri?), seiyūu Rie Tanaka, es la senpai de Tomo, Misao y Kanade. También estuvo involucrada en el accidente de avión, y casi muere.
- Takuma Higuchi (樋口 琢磨 Higuchi Takuma?), seiyūu Hiro Shimono, es uno de los mejores amigos de Tomoharu.
- Tokiya Kagayaki (炫 塔貴也 Kagayaki Tokiya?), seiyūu Shinji Kawada, es un amigo de infancia de Aki y Toru, y el principal antagonista en la segunda temporada del anime.
- Toru Kitsutaka (橘高 冬琉 Kitsutaka Tōru?), Yuko Kaida, es el presidente del Tercer Consejo Estudiantil, que fue fundado por miembros de la Real Sociedad Oscura.

### Primer Consejo Estudiantil / Santos Guardianes
- Reishiro Saeki (佐伯 玲士郎 Saeki Reishirō?), seiyūu Showtaro Morikubo, es la cabeza del primer consejo estudiantil. Su Asura machine es Hisue.
- Aine Shizuma (志津間 哀音 Shizuma Aine?), seiyūu Satomi Satō, es una prima de Reiko y Reishirou.
- Reiko Saeki (佐伯 玲子 Saeki Reiko?), seiyūu Kimiko Koyama, es la hermana menor de Reishirou, y presidenta de la clase de Tomoharu.

### Segundo Consejo Estudiantil / Sindicato Pilgrim
- Rikka Kurasawa (倉澤 六夏 Kurasawa Rikka?), seiyūu Eri Kitamura, es el presidente del segundo consejo estudiantil, el cual supervisa a los comités en la escuela.
- Shuu Mahiwa (真日和 秀 Mahiwa Shū?), seiyūu Junji Majima, es el tesorero del Segundo Consejo de Estudiantes y también el criado de Rikka.

### Unión de Estudiantes Kantou
- You Susugihara (雪原 瑶 Susugihara Yō?), seiyūu Sayori Ishizuka, es la que maneja a Shirogane.
- Aki Kitsutaka (橘高 秋希 Kitsutaka Aki?), seiyūu Hiromi Hirata, es la hermana de Toru.
- Haruna Chiyohara (千代原 はる奈 Chiyohara Haruna?), seiyūu Reiko Takagi, es la que maneja a Aenka
- Kyoumu Satomi (里見 恭武 Satomi Kyōmu?), seiyūu Yoshinori Fujita, es el que maneja a Bismuth.

### Familia de Tomoharu
- Naotaka Natsume (夏目 直貴 Natsume Naotaka?), seiyūu Miyu Irino, es el hermano mayor de Tomoharu.
- Kazuha Sonomiya (苑宮 和葉 Sonomiya Kazuha?) es la hermanastra de Tomoharu. Kazuha también es perseguida por un fantasma llamado  Saika  ( 咲 华?). A pesar de Tomoharu piensa que él no le agrada, y por lo tanto vive sola en Meiou-tei, no es así, pero no puede hablar cuando se encuentra con él debido a la timidez.

### Familia de Kanade
- President of Takatsuki-gumi (嵩月組社長 Takatsuki-gumi Shachō?), seiyūu Eizou Tsuda, es el padre de Kanade, y presidente de una gran zona designada como la Asociación de Demonios.
- Uzumasa Shioizumi (潮泉 太秦 Shioizumi Uzumasa?), seiyūu Akihiko Ishizumi, es el abuelo de Kanade y un amante de las volutas. Él es también el dueño de la Meiou-tei.
- Ritsu Shioizumi (潮泉 律都 Shioizumi Ritsu?), seiyūu Yōko Hikasa, es primo de Kanade y un estudiante universitario.

## Media

### Anime
El anime fue estrenado el 2 de abril de 2009. La canción utilizada como opening de la primera temporada es "Spiral" de la cantante Angela, y el ending es "Link", también de Angela. El sencillo de ambos temas fue lanzado el 13 de mayo de 2009. La segunda temporada salió al aire el 1 de octubre de 2009, usando de nuevo temas de Angela como opening y ending; al comienzo se oye "Alternative", y al final "Kanata no delight".